# Enrico Giovannini
Enrico Giovannini (ur. 6 czerwca 1957 w Rzymie) – włoski ekonomista i urzędnik państwowy, prezes ISTAT (włoskiego urzędu statystycznego), w latach 2013–2014 minister pracy i polityki społecznej, od 2021 do 2022 minister infrastruktury.

## Życiorys
Ukończył w 1981 studia z zakresu handlu i ekonomii na Uniwersytecie Rzymskim – La Sapienza. W 1982 został pracownikiem krajowego instytutu statystycznego ISTAT. W 1989 przeszedł do instytutu badawczego ISCO, w którym pełnił funkcję dyrektorską. W 1992 wrócił do poprzedniej instytucji, w 1993 został dyrektorem wydziału, a w 1997 dyrektorem departamentu statystyki gospodarczej. Od stycznia 2001 do lipca 2009 kierował działem statystycznym w administracji Organizacji Współpracy Gospodarczej i Rozwoju. W 2002 objął stanowisko profesora na rzymskim uniwersytecie „Tor Vergata”. 4 sierpnia 2009 rozpoczął urzędowanie jako prezes ISTAT. Powoływany w skład różnych rad i komitetów doradczych, został członkiem m.in. Klubu Rzymskiego.
27 kwietnia 2013 kandydat na premiera Enrico Letta ogłosił jego nominację na urząd ministra pracy i polityki społecznej w nowo powołanym gabinecie. Funkcję tę objął następnego dnia i pełnił ją do 22 lutego 2014. 13 lutego 2021 został ministrem infrastruktury i transportu w rządzie Maria Draghiego; w marcu tegoż roku mianowany ministrem infrastruktury i zrównoważonej mobilności. Zakończył urzędowanie w październiku 2022.